# Bohemian Rhapsody
Bohemian Rhapsody – ballada rockowa brytyjskiego zespołu Queen, autorstwa Freddiego Mercury’ego, która często wymieniana jest jako najlepszy utwór w historii muzyki popularnej.
Utwór pochodzi z albumu A Night at the Opera (1975) i uznawany jest za magnum opus grupy oraz przełomowy moment w jej karierze. Utrzymany jest w stylu rock opery i charakteryzuje się nowatorską i niespotykaną w muzyce pop formą muzyczną, łącząc w sobie trzy całkowicie różniące się fragmenty: a cappella i ballada operowa oraz elementy hard rocka. Mimo tego, utwór znalazł się na singlu i okazał się ogromnym sukcesem komercyjnym, stając się punktem zwrotnym w karierze zespołu.
Do utworu tego nakręcono teledysk, który rozpoczął nowy nurt w historii teledysków muzycznych.

## Historia

### Powstanie utworu

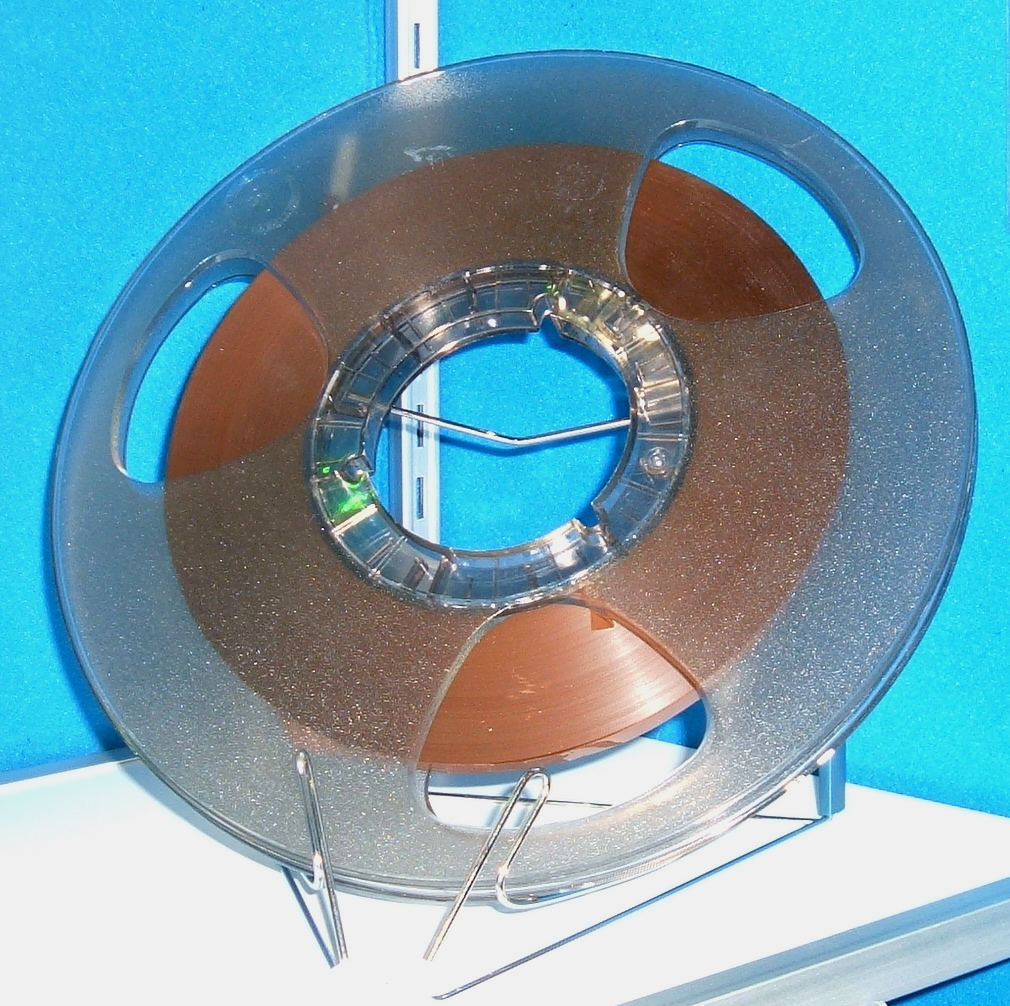
Nośnik, na którym nagrano utwór

Utwór był od początku do końca projektem Freddiego Mercury’ego, co potwierdzali pozostali członkowie zespołu. Większość utworu Mercury napisał w swoim mieszkaniu przy Holland Road w Kensington, a swoje pomysły zapisywał na wielu małych kartkach.
Utwór został nagrany z pomocą producenta Roya Thomasa Bakera w 3 tygodnie. Nagrania rozpoczęto w Rockfield Studio 1 w pobliżu Monmouth 24 sierpnia 1975 po trzech tygodniach prób w Herefordshire. Podczas prac nad utworem korzystano także ze studiów Roundhouse, SARM (East), Scorpion i Wessex. Koordynatorem całego przedsięwzięcia był Mercury, który według pozostałych członków grupy z góry wiedział, jak utwór ma wyglądać.
Brian May, Mercury i Roger Taylor śpiewali swoje partie wokalne przez kilka dni po 12 godzin dziennie, uzyskując 200 osobnych ścieżek.
Ówczesne możliwości techniczne pozwalały na 24-ścieżkowy analogowy zapis na taśmie magnetycznej i konieczne było, by May, Mercury i Taylor wielokrotnie dogrywali swoje partie do wcześniej nagranych ścieżek. Do nagrania użyto taśm ósmej generacji, które pod koniec nagrań stały się niemal całkowicie przezroczyste.
Ścieżki instrumentalne: na fortepianie (Mercury), gitarze basowej (John Deacon) oraz perkusji (Taylor) zostały nagrane na początku. Podczas nagrań zespół użył wielu instrumentów, w tym pierwszego modelu gitary basowej – Fender Precision Bass („P-bass”), gitary własnej produkcji Maya Red Special, perkusji Ludwig-Musser, kotłów i gongu Paiste. Mercury używał fortepianu koncertowego Bechstein, na którym grał także w teledysku i trasie koncertowej w Wielkiej Brytanii.
„Bohemian Rhapsody” po ukończeniu produkcji był najdroższym i jednym z najbardziej złożonych utworów w historii muzyki popularnej.

### Promocja
Kiedy Mercury chciał wydać singel w 1975, wytwórnia płytowa sugerowała, że utwór trwający 5 minut i 55 sekund jest zbyt długi, by móc zostać hitem.
Menedżer Queen, Pete Brown powiedział, że starał się uświadomić Mercury’emu, że przedsiębiorstwo EMI Records nie było zadowolone z wyboru utworu na następny singel. Brown uważał, że może on okazać się porażką, a basista John Deacon prywatnie się z nim zgadzał.

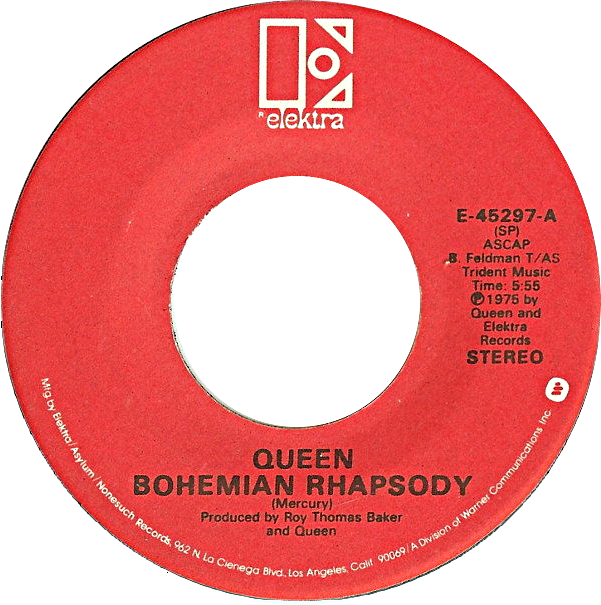
Etykieta analogowego singla (wyd. Elektra, USA) z utworem „Bohemian Rhapsody”.

Wytwórnia zgodziła się na wydanie „Bohemian Rhapsody” jako singel, nalegając jednak, by utwór został poddany przeróbkom. Studyjny technik Gary Langhan zapamiętał, że Mercury, Brian May i Roger Taylor stanowczo przeciwstawili się tej propozycji, mocno wierząc we własną pracę.
Freddie Mercury wręczył płytę z utworem swojemu przyjacielowi, londyńskiemu didżejowi z Capital Radio, Kenny’emu Everettowi, któremu powiedział, że kopia jest tylko dla niego i nie powinna być odtwarzana na antenie. Mercury wcześniej przewidział, że DJ zrobi na odwrót i upubliczni fragmenty utworu. Everett odtwarzał kolejne fragmenty „Bohemian Rhapsody”, a jednego dnia wyemitował utwór w całości aż 14 razy. Inne stacje radiowe również zaczęły odtwarzać utwór, który szybko stał się nr 1 w Wielkiej Brytanii.
Brian May przyznał, iż sukces utworu być może uratował zespół przed rozpadem. Do tego momentu zespół borykał się z problemami finansowymi, spowodowanymi m.in. zakończeniem współpracy z poprzednim menedżerem.

## Tekst
Znaczenie tekstu autorstwa Freddiego Mercury’ego było obiektem wielu spekulacji i teorii. Niektórzy interpretują słowa piosenki w kontekście dzieciństwa wokalisty – niektóre fragmenty mogą być odczytane jako nawiązanie do opuszczenia rodzinnego kraju, jako że rodzina Mercury’ego w roku 1964 z powodu wojny domowej wyemigrowała z Zanzibaru. Według innych wersji jest to opowieść o samobójcy ściganym przez demony albo przedstawienie zdarzeń poprzedzających egzekucję – prawdopodobnym źródłem inspiracji byłaby powieść Alberta Camus Obcy. Zdaniem Pete’a Hince’a, wieloletniego współpracownika Mercury’ego, piosenka była wynikiem fascynacji artysty Włochami i kulturą włoską.
Mercury, zapytany w wywiadzie przez Kenny’ego Everetta o sens utworu, stwierdził, że tekst jest niczym więcej niż przypadkowym zbiorem słów, które się rymują. W odróżnieniu od pozostałych członków zespołu, którzy często mówili w wywiadach o ich inspiracjach, Mercury nie lubił opowiadać o swojej twórczości i wolał, żeby odbiorcy interpretowali ją sami. Członkowie zespołu w licznych wywiadach zazwyczaj unikali podawania jasnych interpretacji tekstu. Jednak gdy w 2000 zespół Queen wydawał w Iranie (skąd pochodzili przodkowie Mercury’ego) kasetę ze swoimi największymi przebojami (Greatest Hits), do albumu dołączono książkę z tłumaczeniem wszystkich tekstów na język perski i objaśnieniami ich znaczenia – zespół Queen wyjaśnił, że „Bohemian Rhapsody” mówi o młodym chłopcu, który przypadkowo dokonał zabójstwa, po czym (podobnie jak Faust) sprzedał duszę Diabłu, a w noc przed egzekucją wzywa po arabsku Boga (Bismallah) i z pomocą aniołów odzyskuje duszę z rąk Szatana (Belzebub).
W tekście piosenki pojawiają się m.in. następujące motywy:
- Scaramuccia – postać komiczna commedii dell’arte, przedstawiająca pochodzącego z Neapolu żołnierza-samochwałę; również filmy z 1923 i 1952 roku o tym tytule;
- Fandango – hiszpański taniec ludowy. Idiom „zatańczyć fandango” lub „zatańczyć konopne fandango” (ang. hemp fandago) oznacza być powieszonym – część, w której pojawia się odniesienie do tego tańca, wyraża strach przed straceniem jako karą za zabójstwo;
- Figaro (fr. fryzjer) to m.in. postać lokaja hrabiego Almavivy z oper (np. Wesele Figara i Cyrulik sewilski), znane określenie pisarza Mariano José de Larra oraz imię postaci kota z filmów The Walt Disney Company (po raz pierwszy w Pinokiu);
- Galileo – włoski astronom Galileusz (Galileo Galilei), który został skazany przez Inkwizycję za głoszenie poglądów niezgodnych z nauką Kościoła (stał się symbolem walki religii z postępem nauki); ale być może też „Galilejczyk”, czyli Jezus Chrystus;
- Belzebub – jedno z biblijnych określeń Szatana, „księcia demonów” (Ewang. Mateusza 12,24);
- Bismallah – arab. „w imię Boga”, czyli Allaha (zwrot, który rozpoczyna prawie każdą surę Koranu).

Utwór był wynikiem fascynacji Mercury’ego operą. Temu zainteresowaniu dawał on później wyraz wielokrotnie, m.in. nagrywając płytę Barcelona z katalońską śpiewaczką Montserrat Caballé.

## Wideo
Zespół został zaproszony do występu w programie Top of the Pops w BBC, ale grał wtedy trasę koncertową, a członkowie zespołu byli niechętni występom z playbacku, więc skorzystano z możliwości nakręcenia wideo promocyjnego. Reżyserem był Bruce Gowers, który wcielił w życie pomysły członków zespołu. Nagranie miało miejsce na początku listopada 1975 na scenie numer pięć w Elstree Film Studios, w przerwie między próbami przed trasą koncertową. Z fortepianu użytego w wideo przez Freddiego Mercury’ego, korzystał też Paul McCartney podczas nagrywania „Hey Jude”.
Zdjęcia trwały cztery godziny, a produkcja, dzięki wykorzystaniu wozu transmisyjnego menedżera, kosztowała 4500 funtów. Wszystkie efekty specjalne zrobiono podczas nagrania.
Inna wersja teledysku dostępna jest na Greatest Video Hits 1 (na drugim dysku) i wydanej z okazji 30 rocznicy albumu płycie DVD A Night At The Opera. Klip jest podobny do oryginalnej wersji, ale wykorzystano w nim inne ujęcia, a na początku umieszczono scenę „czterech głów”. To charakterystyczne ujęcie czwórki muzyków zostało zainspirowane zdjęciem Marleny Dietrich wyłaniającej się z ciemności, które fotograf Mick Rock pokazał Mercury’emu.
Teledysk do wersji utworu z hiszpańskiej obsady musicalu We Will Rock You zawiera część gościnnego występu Briana Maya oraz fragmenty koncertów Queen na przestrzeni wielu lat.

### Świat Wayne’a
Ponowna popularność utworu w 1992 związana była z jego wykorzystaniem w filmie Świat Wayne’a. W filmie dokumentalnym Champions of the World, Mike Myers opowiedział o swoich obawach związanych z połączeniem fragmentów oryginalnego teledysku, występów Queen na żywo oraz scen z filmu. Komik poprosił swoją wytwórnię płytową o poinformowanie zespołu, że przeprasza za ten klip i że nie był to jego pomysł. W odpowiedzi otrzymał list od Queen z podziękowaniami wykorzystania ich utworu, co bardzo zaskoczyło Myersa.
Teledysk z wersją z filmu dostępny jest na kompilacji Classic Queen, a jego reżyserem była Penelope Spheeris.
Podczas jednej z końcowych scen klipu można zobaczyć jak tzw. „cztery głowy” z oryginalnego teledysku przemieniają się w identycznie pozowane zdjęcie z 1985, po raz pierwszy pokazane w wideo „One Vision”.

## Na żywo

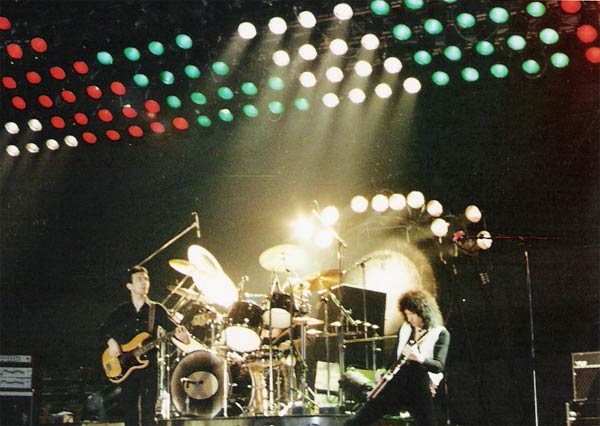
John Deacon, Brian May i Roger Taylor podczas występu w Hanowerze w 1979. Za zestawem perkusyjnym widoczny jest gong, wykorzystywany podczas zakończenia „Bohemian Rhapsody”.

Początek utworu (a capella) był zbyt złożony, aby wykonywać go na żywo i Mercury szukał różnych sposobów, jak najlepiej zacząć utwór na koncercie. Czasem „Bohemian Rhapsody” łączona była z utworem „Mustapha” (z albumu Jazz) i wokalista od słów Allah will pray for you przechodził do Mama, just killed a man... Podczas Hot Space Tour, a czasem także później utwór poprzedzała gra na pianinie (zazwyczaj wstęp do „Death on Two Legs”).
Z powodu wielościeżkowego nagrania zaśpiewanie całego utworu na żywo było niewykonalne. Zespół miał krótką przerwę pomiędzy trasami promującymi Sheer Heart Attack i A Night at the Opera i niewiele czasu na próby grania utworu na żywo. Poszczególne części „Bohemian Rhapsody” były grane w czasie koncertu osobno. Początek i koniec zespół grał przeplatając je utworami „Killer Queen” i „The March of the Black Queen” z albumu Queen II, przed „Ogre Battle”, a część operowa odtwarzana była z taśmy.
Od trasy A Day at the Races Tour (1977), Queen wykonywał „Bohemian Rhapsody” w taki sam sposób. Pierwsza część wykonywana była na żywo, a po gitarowym solo wyłączano światła, muzycy schodzili ze sceny, a część operową odtwarzano z taśmy. Po „for me” Taylora następował pirotechniczny wybuch, a zespół wracał na scenę, aby wykonać część rockową oraz końcową.
Fragment „Bohemian Rhapsody” rozpoczął 19-minutowy występ grupy podczas Live Aid w 1985, który jest uznawany za jeden z najlepszych koncertów w historii muzyki rockowej. Kolejne wykonane wtedy przez Queen utwory to „Radio Ga Ga”, „Hammer to Fall”, „Crazy Little Thing Called Love”, „We Will Rock You”, „We Are the Champions”.
Utwór podczas koncertów wykonywał również Queen + Paul Rodgers. Na trasie koncertowej Queen + Paul Rodgers Tour podczas pierwszej części utworu odtwarzany był głos Mercury’ego z koncertu na Wembley (1986), z którego film pokazywany był na telebimie. Na trasie koncertowej Rock the Cosmos Tour w 2008 roku, na ekranie odtwarzano Mercury’ego z koncertu w Montrealu z 1981 roku. Zgodnie z tradycją kultywowaną przez zespół, podczas odtwarzania sekcji operowej muzycy schodzili ze sceny (w tej części w filmie na ekranie widoczny był także John Deacon). Część rockową śpiewał Paul Rodgers sam, a końcową wspólnie z odtwarzanym głosem Mercury’ego.
Wykonanie utworu można usłyszeć na albumach: A Night At The Odeon (1975), Live Killers (1979), We Will Rock You  (1981), On Fire: Live At The Bowl (1982), Live At Wembley Stadium (1986), Hungarian Rhapsody (1986).

## Popularność

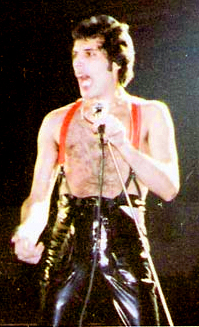
Freddie Mercury na scenie w Hanowerze w 1978

Wydany 31 października 1975 singel zadebiutował na 47. miejscu brytyjskiej listy przebojów tydzień później, ale nie wszędzie spotkał się z życzliwym przyjęciem. Allan Jones, krytyk wpływowego magazynu Melody Maker pisał w recenzji o „powierzchownym efektownym pastiszu” stylu operowego.
W 1977, tylko 2 lata po wydaniu utworu, singel został uznany przez BPI za 'Najlepszy singel ostatnich 25 lat’. W 2004 roku utwór został wprowadzony do Grammy Hall of Fame.
W 2004 roku „Bohemian Rhapsody” był drugim najczęściej granym utworem w brytyjskich stacjach radiowych (po „A Whiter Shade of Pale” grupy Procol Harum).
„Bohemian Rhapsody” to jedyny singel, który dwukrotnie osiągnął status UK Christmas Number 1. Pierwszy raz „Bohemian Rhapsody” osiągnął tę pozycję na przełomie 1975/1976, a później 1991/1992 (wydanie wraz z „These Are the Days of Our Lives”) po śmierci Mercury’ego. Za pierwszym razem utwór utrzymał się na 1. miejscu przez dziewięć tygodni, co było najlepszym osiągnięciem od 1957. Za drugim razem singel przewodził liście przez 5 tygodni, a łączny okres 14 tygodni jako poz. 1 to czwarty najlepszy wynik w Wielkiej Brytanii.
Jest to jedyny singel sprzedany w liczbie ponad miliona egzemplarzy w dwóch różnych momentach.
„Bohemian Rhapsody” często trafia na czołowe miejsca rankingów najlepszych utworów wszech czasów.
W 2002 zajął 1. miejsce w głosowaniu na najlepszy brytyjski singel i 10. w głosowaniu BBC World Service na ulubioną piosenkę na świecie.
W 2000 utwór zajął drugie miejsce za „Imagine” Johna Lennona w plebiscycie The 100 Best Number 1s brytyjskiego kanału 4 TV. Był też w czołowej piątce corocznego duńskiego konkursu Top 100 Aller Tijden (100 singli wszech czasów) od 1977, osiągnął pierwszą pozycję osiem razy. Singel zdominował audycję duńskiej stacji Radio 2 pt. Top 2000 (w 2000 słuchało go ponad 60% Duńczyków). Od 1999 w audycji odtwarzane są najlepsze utwory wybrane w głosowaniu, a „Bohemian Rhapsody” spośród 8 edycji wygrał 7.
Na liście Billboard utwór gościł trzy razy - w trzech różnych dekadach. Do tej pory udało się to jeszcze tylko Michaelowi Jacksonowi z „Thrillerem” oraz Prince'owi z jego „1999” (wykluczając z tego grona świąteczne hity). „Bohemian Rhapsody” po raz pierwszy znalazło się tam w roku 1976, zajmując 9. pozycję. W 1992 roku, dzięki wykorzystaniu utworu w filmie Świat Wayne’a, „Bohemian Rhapsody” ponownie trafiło na listę i tym razem dotarło aż do 2. miejsca, blisko 20 lat po pierwszym wydaniu. Soundtrack z filmu także był na samym szczycie listy Billboard. Trzecia wizyta w zestawieniu Billboard Hot 100 miała miejsce w listopadzie 2018 roku, po premierze filmu biograficznego o tym samym tytule. Utwór dotarł do 33. miejsca.
W jednym z wywiadów Slash, gitarzysta Guns N’ Roses, powiedział, że utwór skłonił go do zostania muzykiem. Podobnie wypowiedział się Joe Elliott z Def Leppard, który gdy po raz pierwszy usłyszał „Bohemian Rhapsody” pracując w fabryce w Sheffield i postanowił wtedy zostać gwiazdą rocka.
Utwór umieszczono na następujących kompilacjach Queen: Greatest Hits (wydany w 1981), Classic Queen (1992) i Stone Cold Classics (2006).
W 2004 utwór został sklasyfikowany na 163. miejscu listy 500 utworów wszech czasów magazynu Rolling Stone.
W lipcu 2019 zespół na swojej oficjalnej stronie na portalu Facebook zamieścił wpis w którym poinformował, że utwór przekroczył miliard wyświetleń w serwisie YouTube.
Utwór ten wygrywał rozmaite rankingi m.in. w stacji telewizyjnej Stars TV takie jak Top 100 Rock Hits czy Top 36 utworów z lat 70. Ponadto najwięcej razy wygrywał Top 2000 niderlandzkiej stacji radiowej Nporadio2. Do tego pięciokrotnie wygrywał Top Wszech Czasów Radiowej Trójki: W 1999, 2000, 2016, 2018 i 2019 roku.

## Wydania
Nagrania utworu wykonane przez Queen i oficjalnie wydane:
- Live Killers (czas: 5:02) (Europa 1979).
- We Will Rock You (5:04) (Montreal, 1981).
- Queen on Fire – Live at the Bowl (5:03) (Milton Keynes 1982).
- Live in Japan (5:22) (Tokio, 1982).
- Live in Rio (5:15) (Rio de Janeiro, 1985).
- We Are the Champions: Final Live in Japan  (5:00) (Tokio, 1985).
- Live Aid (2:12) (‘Live Aid’ DVD, Wembley Stadium, 1985).
- Live at Wembley Stadium (4:58) (1986).
- Live in Budapest (5:00) (Budapeszt, 1986).
- Live at Wembley (5:19) (Stadion Wembley, 1986).
- Live Magic (4:05) (Knebworth Park, 1986).
- The Freddie Mercury Tribute Concert (5:22) (Elton John i Axl Rose), (Stadion Wembley, 1992).
- Live At Brixton Academy (0:44) (Brian May, 1993, tylko fragment rockowy jako część Resurrection).
- Party At The Palace (5:19) (Buckingham Palace, 2002)
- 46664 (koncert '46664').
- Queen + Paul Rodgers (6:02) (oficjalne wydanie w internecie, Rotterdam, 2005; śpiew Freddie Mercury i Paul Rodgers).
- Return of the Champions (6:00) (Queen + Paul Rodgers, Sheffield, 2005; śpiew Freddie Mercury i Paul Rodgers).
- Super Live in Japan (5:56) (Queen + Paul Rodgers, Tokio, 2005; śpiew Freddie Mercury i Paul Rodgers).
- Wydano dwie wersje z musicalu We Will Rock You: angielską (5:19) i hiszpańską (5:25).

## Nawiązania do utworu
- Utwór wykorzystano w filmie Świat Wayne’a i na fali sukcesu filmu wydano jako singel.
- „Bohemian Rhapsody” to tytuł pierwszego odcinka ósmej serii serialu Różowe lata siedemdziesiąte, a także czternastego odcinka anime „Cowboy Bebop”.
- W serialu Father Ted, Noel Furlong, którego gra Graham Norton wykonuje swoją wersję utworu.
- W powieści Dobry omen Terry’ego Pratchetta i Neila Gaimana „Bohemian Rhapsody” jest jednym z ulubionych utworów muzycznych rezydenta piekła, Crowleya.
- Lee Evans wykorzystał „Bohemian Rhapsody” w swoim skeczu o tym samym tytule.
- „Bohemian Rhapsody” zostało wykorzystane w 22. odcinku serialu Hotel Babylon.
- Intro ballady „Twice” (2018) w wykonaniu Christiny Aguilery przypomina inwokację z „Bohemian Rhapsody”[23].
- W szóstej części mangi JoJo’s Bizarre Adventure pojawia się umiejętność o nazwie Bohemian Rhapsody.

## Wybrane covery

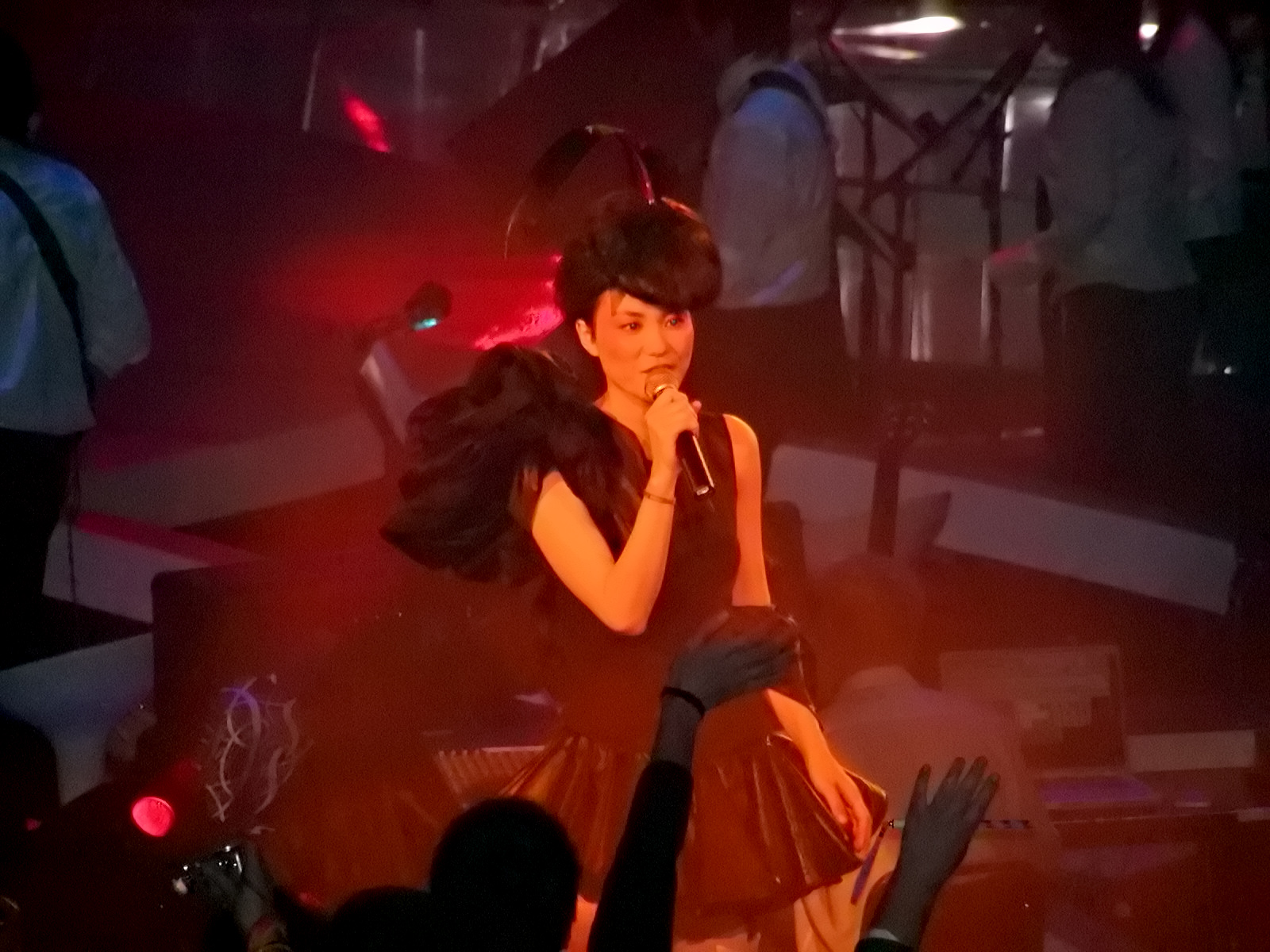
Chińska piosenkarka Faye Wong, podczas swojej trasy koncertowej, wraz z zespołem wykonywała „Bohemian Rhapsody” w całości.

- Stworzony na potrzeby programu The Comic Strip Presents... (UK Channel 4 TV) parodiująca zespół rockowy grupa Bad News wydała „Bohemian Rhapsody” jako singel (1987). Utwór dotarł do 44. miejsca na brytyjskiej liście przebojów, a jego producentem był Brian May.
- 20 kwietnia 1992, podczas The Freddie Mercury Tribute Concert utwór wykonali wspólnie Elton John i Axl Rose. Elton John zaśpiewał pierwszą część, fragment operowy odtworzono (muzycy zeszli ze sceny), a część rockową wykonał wokalista Guns N’ Roses. Końcówkę artyści zaśpiewali wspólnie.
- The Braids – duet z San Francisco Bay Area nagrał wersję R&B utworu do soundtracku filmu Jona Lovitza Zagniewani młodociani (High School High) (1996). Producentem singla był wokalista Third Eye Blind, Stephan Jenkins.
- Celtycki zespół De Dannan nazwał swoją wersję utworu „Hibernian Rhapsody” i umieścił ją na albumie o tej samej nazwie w 1996. Podczas nagrania używano tradycyjnych irlandzkich instrumentów.
- Zespół The Flaming Lips nagrał własny cover do albumu Killer Queen (2005) i wykonywał go także na żywo.
- Utwór dwukrotnie był wykonywany podczas brytyjskich akcji charytatywnych Comic Relief (celebryci z sieci TV, 1993) i Children in Need (prezenterzy BBC News, 2005).
- Znana z programu The X-Factor grupa G4 grająca operowy pop wydała singel z piosenką, który był poz. 9 w Wielkiej Brytanii.
- „Weird Al” Yankovic wydał swoją wersję utworu w stylu polka na albumie Alapalooza, jako Bohemian Polka. Wersja posiada rytm polki, szybsze tempo od utworu Queen i kończy się o dwie minuty i 20 sekund wcześniej.
- Brytyjska grupa SingLive nagrała „Bohemian Rhapsody” z tysiącosobowym chórem i orkiestrą symfoniczną w pełnym składzie.
- Podczas swojego tournée w latach 1998/99 utwór wykonywała na żywo Faye Wong. Razem ze wspomagającymi ją śpiewakami wykonywała go w całości, co zarejestrowano na albumie HK Scenic Tour 1998/1999.
- W czerwcu 2002, podczas obchodów 50-lecia panowania królowej Elżbiety II Queen zagrał utwór w całości, a wokalistą był Tony Vincent, Galileo Figaro z londyńskiej obsady musicalu We Will Rock You.

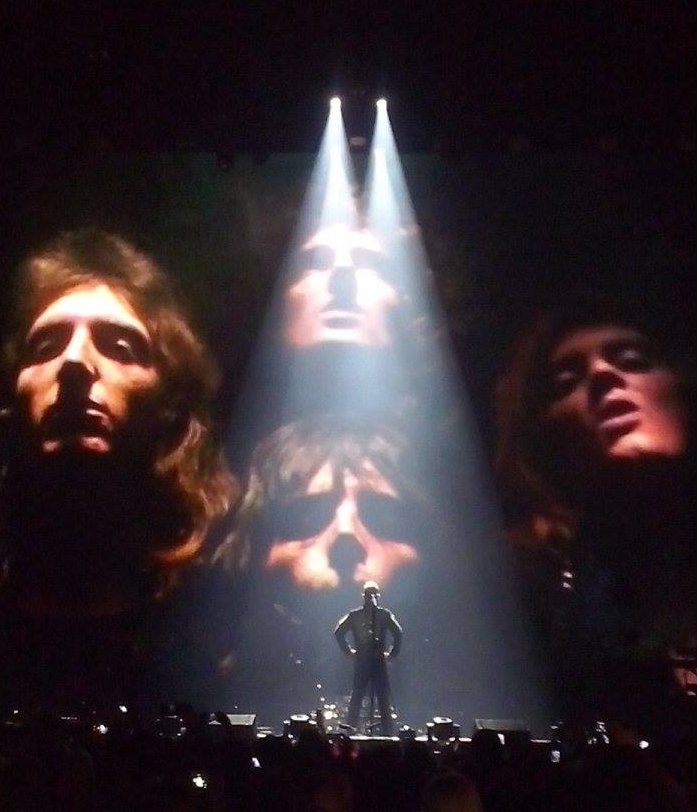
Robbie Williams śpiewający na żywo piosenkę „Bohemian Rhapsody” (Kraków, 2015)

- Zespół Fugees wydał swój cover jako singel, jednak wykonanie stało się obiektem krytyki[24].
- Zespół Paska swój cover zamieścił na płycie Women Are from Venus, Men from Anus. Utwór zaczyna się od wersu Mama, just killed the man. Pominięto gitarowe solo, a część operowa zaśpiewana jest na jeden głos w szorstki, typowy dla zespołu sposób. Sekcja rockowa jest skrócona, ale z rozwiniętym wersem końcowym (Nothing really matters to me).
- Utwór był wykonywany w różnych programach telewizyjnych, gdzie uczestnicy śpiewają i są oceniani przez widzów (najbardziej znany przykład to Constantine Maroulis w programie American Idol, amerykańska wersja Idola).
- Królewska Orkiestra Symfoniczna w Londynie (Royal Philharmonic Orchestra) – album Royal Philharmonic Orchestra Play Queen (1995).
- Montserrat Caballé – album Friends for Life (1997). Duet z wokalistą Iron Maiden Bruce’em Dickinsonem.
- California Guitar Trio – instrumentalna wersja na trzy gitary akustyczne na albumie Rocks the West (2000).
- Australijski zespół The Ultimetes! grający indie rock wydał nową wersję utworu (o nazwie Sahara Rhapsody) na ich debiutanckiej płycie Fkn Random (2006).
- Meksykańska grupa Molotov nagrała cover o nazwie Rap Soda y Bohemia.
- W marcu 2007 został wydany cover przez latynoską piosenkarkę o pseudonimie estradowym Lorena na płycie o tym samym tytule.
- Do odcinka Journey to Regionals serialu Glee nagrano cover, śpiewany głównie przez Jonathana Groffa. Utwór został zamieszczony w albumie Glee: The Music, Journey to Regionals
- 5 sierpnia 2016 ukazał się cover utworu na składance do filmu Legion samobójców. Cover został nagrany przez grupę Panic! at the Disco.
- Pentatonix - Album: PTX, Vol. IV: Classics, data wydania: 2017
- Włoski altowiolista Marco Misciagna w 2024 roku w singlu poświęconym jego aranżacji na altówkę solo (Live)-Label: MM04–2024[25]